# James Alexander
James Waddell Alexander II (19 september 1888 - 23 september 1971) was een Amerikaanse wiskundige en topoloog uit de periode tussen de beide wereldoorlogen. Hij maakte deel uit van de invloedrijke kring van topologen in Princeton. Zijn collega's daar waren Oswald Veblen, Solomon Lefschetz en anderen. Hij was een van de eerste leden van de Institute for Advanced Study (1933-1951) en van 1920 tot 1955 hoogleraar aan de Universiteit van Princeton.